# Symon Werchaw
Symon Werchaw (auch Simon Werchau, Wercho, Werche) lebte im 15. Jahrhundert und war ein Dresdner Ratsherr und Bürgermeister von Altendresden (1460) und Dresden (ab 1488).

## Leben
Über das Leben Werchaws ist wenig bekannt. Wahrscheinlich stammte seine Familie aus dem in der Nähe von Calau (Niederlausitz) gelegenen Dorf Werchow. Zunächst lebte er im rechtselbischen Altendresden, welches zu dieser Zeit noch eine selbständige Stadt war. 1459 war er dort Stadtrichter und übernahm 1460 das Amt des Bürgermeisters. Bis 1464 gehörte er dem Altendresdner Rat an, wechselte jedoch dann nach Dresden auf die andere Elbseite. 1465 erhielt er das Dresdner Bürgerrecht.
1475 ist Symon Werchaw erstmals als Mitglied des Dresdner Rates erwähnt und hatte das Amt des Zinsherrn inne. Damit war er für die Erhebung und Verwaltung der an die Stadt zu zahlenden Erb- und Kapitalzinsen zuständig. 1478 übernahm er zudem die Leitung des Pfannenamtes und war damit für Zuteilung der Braupfannen an brauberechtigte Bürger und die Einnahme der damit verbundenen Gebühren (Pfannenzins) verantwortlich. Ab 1481 ist Werchaw als Kämmerer in den Ratsakten verzeichnet. Zudem taucht er mehrfach als beglaubigender Ratsherr bei verschiedenen Rechtsgeschäften im Stadtbuch auf.
Im Jahr 1488 wurde Werchaw zum regierenden Bürgermeister gewählt und übernahm dieses Amt im Drei-Jahres-Rhythmus bis 1500. 1494 war er zudem Vorsteher der Frauenkirche. Mit 500 Gulden Vermögen gehörte er 1488 zu den reichsten Bürgern Dresdens und besaß ein Haus auf der Großen Webergasse in der Nähe des Altmarkts.